# Dienst in Israël Medaille

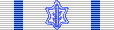
Baton van de Dienst in Israël Medaille

e Dienst in Israël Medaille (Hebreeuws: אות השירות בישראל) is een militaire onderscheiding in het Israëlische leger.
De medaille wordt uitgereikt aan buitenlandse militaire attachés aan het einde van hun dienstperiode in de IDF. Men moet minstens twee jaar in Israël gediend hebben om deze medaille in ontvangst te nemen.
Wanneer de persoon aan wie de medaille eerder is uitgereikt zich niet aan de Israëlische wet houdt, een gevaar is voor de veiligheid in Israël en/of Israël of het Joodse volk beledigd heeft wordt de uitreiking vervolgens weer ingetrokken.
De medaille is ingesteld op 12 januari 2007 na besluit van de Israëlische regering, de medaille is een reactie op de vele klachten van buitenlanders die in Israël gediend hebben maar hiervoor geen onderscheiding(en) ontvangen hebben. 

## Uiterlijk
De medaille is gemaakt in de vorm van het wapen van de IDF maar in plaats van het origineel zijn de letters "IDF" geschreven in het Engels.
De medaille is bevestigd aan een wit lintje met twee blauwe strepen aan de zijkanten, lijkend op de vlag van Israël.